# Sète
Sète este un oraș în sudul Franței, în departamentul Hérault, în regiunea Languedoc-Roussillon. 

## Personalități născute aici
- Paul Valéry (1871 - 1945), poet, reprezentant de seamă al simbolismului;
- François Richard (pseudonim: F. Richard-Bessière, 1913 - 2002), scriitor de literatură științifico-fantastică.